# Camponotus hedwigae
Camponotus hedwigae är en myrart som beskrevs av Auguste-Henri Forel 1912. Camponotus hedwigae ingår i släktet hästmyror, och familjen myror. Inga underarter finns listade.